# Petro Kozak
Petro Kozak CSsR (ukr. Петро Козак; ur. 10 kwietnia 1911 w Łosznowie, zm. 11 grudnia 1984 w Zimnej Wodzie) – ukraiński duchowny ukraińskokatolicki, redemptorysta, ofiara prześladowań religijnych, biskup pomocniczy archidiecezji lwowsko-halicko-kamienieckiej obrządku bizantyńsko-ukraińskiego.

## Życiorys
26 czerwca 1932 złożył pierwsze śluby w Zgromadzeniu Najświętszego Odkupiciela. Następnie wyjechał na studia do Belgii, gdzie 21 września 1935 złożył śluby wieczyste i 25 lipca 1937 z rąk wizytatora apostolskiego na Wołyniu i Polesiu dla wiernych obrządku bizantyjsko-słowiańskiego bł. Mikołaja Czarneckiego CSsR otrzymał święcenia prezbiteriatu i został kapłanem swojego zakonu.
Po święceniach powrócił do Polski. Początkowo był nauczycielem i wychowawcą. W 1939 osiadł w greckokatolickim klasztorze redemptorystów w Kowlu. W czasie II wojny światowej, po likwidacji klasztoru, został skierowany do pracy duszpasterskiej w eparchii przemyskiej. W 1944 osiadł w klasztorze w Tarnopolu, którego w sierpniu 1945, po aresztowaniu o. Wasyla Wełyczkowskiego, został przełożonym. Stanowisko to pełnił do likwidacji klasztoru przez władze sowieckie w 1946. Następnie przeniósł się do klasztoru w lwowskim Hołosko.
W 1948 osiadł w Trembowli, gdzie ukończył kurs rachunkowości i podjął pracę jako księgowy. W maju 1950 został aresztowany i zesłany na Syberię, do osady Biełyj Jar w obwodzie tomskim. Zwolniony w październiku 1960. Na wiosnę 1961 powrócił na Ukrainę i początkowo zamieszkał z rodzicami. Później przeniósł się do podlwowskiej Zimnej Wody, gdzie pracował w zawodach świeckich oraz jako duszpasterz.
Potajemnie przyjął sakrę biskupią z rąk bpa Wołodymyra Sterniuka, będącego nieformalną głową Cerkwi Greckokatolickiej działającej w podziemiu w ZSRR. Rok sakry nie jest znany. Prawdopodobnie miała ona miejsce po jesieni 1969, tj. po aresztowaniu bpa Wasyla Wełyczkowskiego. Nie otrzymał biskupstwa tytularnego.
Zmarł 11 grudnia 1984 w Zimnej Wodzie i został pochowany na tamtejszym cmentarzu.